# Neunußberg
Neunußberg ist eine Gemarkung und ein Gemeindeteil der Stadt Viechtach im niederbayerischen Landkreis Regen.

## Geographie
Das Kirchdorf liegt fünf Kilometer östlich des Hauptortes und ist mit diesem über Gemeindestraßen verbunden.

## Geschichte
Nach dem Aussterben der Nußberger erbauten sich deren Nachfolger, welche über die wesentlich verkleinerte Hofmark geboten, im Laufe des 17. Jahrhunderts im Ort selbst ein kleines Schloss, genannt „zum Haus“, während die Veste verfiel.

## Baudenkmäler
In die Liste der Baudenkmäler in Neunußberg sind fünf Objekte eingetragen:
- Burg Neunußberg, Verfall zur Ruine seit der zweiten Hälfte des 16. Jahrhunderts
- Schloßkapelle St. Michael, nach 1350 von Albrecht dem Nußberger erbaut und 1716 verlängert
- Neunußberg 11, Wohnstallhaus, erste Hälfte 19. Jahrhundert
- Neunußberg 14 und 14 1/2, Wohnhaus eines Vierseithofes, im Kern 18. Jahrhundert, sowie Stadel und Vorratskeller
- Neunußberg 19, Ehemaliges Kleinbauernhaus, Mitte 19. Jahrhundert